# Централна поща (Пловдив)
Централната поща в Пловдив е масивна многофункционална сграда, в която се намира клон 4000 от Българската поща, магазини и няколко интересни колекции от стари пощенски марки. На разположение са и телефонни кабини за национални и международни разговори. Понякога сградата е наричана Пощенската палата.

## История
На 19 март 1881 г. в Пловдив е открита градска поща за изпращане на обикновени писма и пратки в града, областта Източна Румелия и извън нея. Писмата се събират от кутии в Кършияка, при Областното събрание, Отоманската банка, църквата „Св. Петка”, Чифте баня и Гръцката митрополия.
Строителството на сградата на централната пловдивска поща започва през 1937 г. по проект на архитектурното студио Сава Овчаров-Йордан Йорданов. Сградата е построена на тогавашния площад „Цар Симеон“.
На 20 юли 1970 г. Градският съвет за планово изграждане на населените места решава да разшири сградата на пощата. С разрастването на града нуждите за телефонни, пощенски и телеграфни услуги са по-големи и трябва по-голяма и по-широка сграда. Първоначално се разработва вариант за вграждане в сградата на Дома на благотворителността „Кудоглу“, който попада в периметъра на разширението. Въпреки че домът е паметник на културата, след намеса на Министерството на икономиката и строителството, и въпреки съпротивата на тогавашния кмет на Пловдив Диран Парикян, домът е разрушена през 1973 г. Той се е намирал на сегашния югозападен ъгъл на пощата.
Оригиналните планове са малко по-различни и са включвали голям подход към сградата от източната страна - сегашния булевард „Цар Борис Трети Обединител“. Разкриването на Форума на Филипопол обаче променя решението за потока на клиентите, за да се запази археологията от източната част.
Към края на 1970-те пощата вече функционира в пълен капацитет - старата сграда е погълната от новата, като са запазени само отделни детайли и части от 30-арската сграда. Новата сграда е по проект на архитект Желязко Стойков и Петя Ковачева. Желязко Стойков е синът на Стойко Стойков, по чиито проект е издигнат домът „Кудоглу“.

## Интериор
Интериорът е разнообразен и обогатен с различни дизайнерски решения. Няколко интериорни елемента са обогатени с дърворезбра – колони на партерния етаж, облечени в дърво, както и предпазни решетки за радиаторите са изработени от Николай Каназирски. Интересни са също и дизайнерските комуникационни знаци - стрелки, информационни табели, насочващи към парични, телефонни и други салони. Знаците са дело на Веселин Христов.
Повдивският художник Георги Божилов е автор на голяма мозайка на северната стена в голямото фоайе на сградата. На по-недостъпно място, в помещение в югозападния ъгъл, има витраж на Йоан Левиев.

## Външно оформление
Сградата носи белезите на типичните за 70-те архитектурните решения, които стават все по-сложни и раздвижени. Освен фасадата с множество декоративни решения (като линиите между прозорците на втория и третия етажи), е изработен и един релеф в югозападния край, където е била и сградата на Дома „Кудоглу“. Релефът с женска фигура е на скулптора Виктор Тодоров.
Над северозападния вход, който е бил и входът на оригиналната сградата, се намира „Часовника“ - любимото място за среща на пловдивчани. На това място е имало часовник и на старата сграда. След преустройството е поставен нов часовник, автор на който е Димитър Павлов. По-късно до ъгъла на сградата е монтиран знак, указващ разстоянията до побратимените на Пловдив градове.